# Ochoża (powiat chełmski)
Ochoża – wieś w Polsce położona w województwie lubelskim, w powiecie chełmskim, w gminie Wierzbica.
W latach 1975–1998 miejscowość administracyjnie należała do województwa chełmskiego. 
Wieś jest sołectwem w gminie Wierzbica.Według Narodowego Spisu Powszechnego (III 2011 r.) liczyła 240 mieszkańców i była dziesiątą co do wielkości miejscowością gminy.
Wierni Kościoła rzymskokatolickiego należą do parafii Najświętszej Maryi Panny Królowej Polski w Stawie Lubelskim.

## Części wsi
| SIMC    | Nazwa    | Rodzaj    |
| ------- | -------- | --------- |
| 0109398 | Derkacze | część wsi |
| 0109406 | Dziubany | część wsi |
| 0109412 | Majdan   | część wsi |

## Historia
Ochoża – wczesnofeudalna osada powstała po roku 1240, to jest po okresie najazdu tatarskiego na ziemie polskie . Dawna wieś królewska w roku 1505 pisana Ochoza . W roku 1565 wieś w starostwie chemskim liczyła 60 mieszkańców osiadłych na „siedmiu dworzyszczach z dawna osiadłych”. W wieku XIX  wieś w powiecie chełmskim, gminie Staw, parafii rzymskokatolickiej Czułczyce, obrzędu greckiego w Spasie. W dobrach pokłady kamienia wapiennego, młyn wodny, 1610 mórg ziemi dworskiej i 836 mórg włościańskiej. W drugiej połowie XIX wieku majorat Aleksandra Burmana. Odłączona od dóbr Nowosiołki w 1833 roku. Według spisu miast, wsi, osad Królestwa Polskiego w 1827 roku było tu 40 domów i 203 mieszkańców.
24 maja 1942 oddział niemiecki spacyfikował wieś. Zamordowano kilkunastu mieszkańców (zidentyfikowano 5 osób) i spalono szereg gospodarstw.

## Urodzeni w Ochoży
- Jan Nowosad – żołnierz Batalionów Chłopskich, komendant obwodu Chełm okręgu Lublin tej organizacji